# 強尼·比提
強尼·比提（英語：Johnnie Beattie；1985年11月21日—）是一位蘇格蘭橄欖球運動員。他是蘇格蘭國家橄欖球隊的一員，代表蘇格蘭參加了2015年橄欖球六國賽。